# كسروان (تاريخ)
كسروان (تاريخ) كِسرَوان أو كِسِروان: هي منطقة تقع بين جبل لبنان وساحل البحر الأبيض المتوسط، شمال العاصمة اللبنانية بيروت وجنوب نهر إبراهيم. تُدار من قبل قضاء كسروان، وهي جزء من قضاء كسروان.

## التاريخ
في القرنين الثاني عشر والثالث عشر، كانت منطقة حدودية بين الدول الصليبية على طول الساحل والحكومات الإسلامية في دمشق. وكان سكانها في ذلك الوقت من المسلمين الـشيعة اثنا عشرية، والعلويون، والدروز، والمسيحيين الموارنة. وبينما كان الكسروانيون يتصرفون بشكل مستقل عن أي سلطة خارجية، فقد تعاونوا في كثير من الأحيان مع أمراء طرابلس وجبيل الصليبيين. بعد وقت قصير من غزو المماليك المسلمين السنة للممالك الصليبية، أطلقوا سلسلة من الحملات العقابية في 1292-1305 ضد متسلقي جبال كسروان. تسببت الهجمات في دمار وتهجير واسع النطاق، حيث هاجر الموارنة من شمال جبل لبنان تدريجياً إلى القرى المهجورة في المنطقة.
أنشأ المماليك مستوطنات تركمانية في الجزء الساحلي من كسروان لحراسة المنطقة. واستمر زعماءهم من بنو عساف في حكم كسروان مع بداية الحكم العثماني عام 1517. وبالتحالف مع عائلة حبيش المارونية، التي كان أعضاؤها بمثابة موظفين ووكلاء لهم، رعى بنو عساف استقرار الموارنة وازدهارهم في المنطقة. قُتل آخر أمير من عساف عام 1591 على يد يوسف سيفا، حاكم طرابلس، الذي شرع في الاستيلاء على كسروان وقتل الحبيشيين. وبعد عدد من الصراعات مع الدروز الـمعنيون؛ للسيطرة على كسروان، فقدت عائلة سيفا سيطرتهم على المنطقة بشكل دائم لصالح الـ معنيون في عام 1616. تحت رعاية أمير معين فخر الدين المعني الثاني، سيطرت عائلة الخازن المارونية تدريجياً على المنطقة، حيث اشترت مساحات كبيرة من الأراضي من القرويين المسلمين الشيعة. وقد عززت أنشطتهم الأغلبية المارونية الساحقة في المنطقة؛ والتي لا تزال قائمة حتى يومنا هذا.
فقدت عائلة الخازن قبضتها على المنطقة خلال ثورة الفلاحين بقيادة طانيوس شاهين، الذي أعلن جمهورية كسروان عام 1859. على الرغم من أن ميليشيا الكسرواني لعبت دورًا رئيسيًا في إشعال مقتلة الدروز والموارنة 1860، إلا أن المنطقة تجنبت إلى حد كبير إراقة الدماء والتدمير الناتج عن ذلك الصراع. هُزم شاهين وحُلت الجمهورية بعد هزيمته على يد يوسف بك كرم عام 1861. خلال الحرب الأهلية اللبنانية 1975-1990، كانت كسروان معقلاً لميليشيا القوات اللبنانية؛ التي يُهيمن عليها الموارنة.

## علم أصول الكلمات
اسم كسروان له أصول فارسية. بحسب المؤرخ كمال الصليبي، "لا بد أن اسم كسروان كان في الأصل اسم عشيرة فارسية تدعى كسرى". "كسرى" هو الشكل العربي للاسم الفارسي الشائع خسرو و"كسروان" هو صيغة الجمع الفارسية لكسرى.

## جغرافية
يُعرف كسروان تقليدياً بأنه جزء من منطقة جبل لبنان؛ شمال شرق بيروت بين نهر إبراهيم في الشمال ونهر الكلب في الجنوب. يمتد على ساحل البحر الأبيض المتوسط، ويمتد شرقاً إلى المنحدرات الغربية لسلسلة جبال لبنان.

## العصور الحديثة
خلال الحرب الأهلية (1975-1990)، أصبحت كسروان معقلاً لـلقوات اللبنانية بقيادة سمير جعجع(LF). في عام 1990، احتفظت القوات اللبنانية(LF) بالسيطرة على المنطقة، وكذلك شرق بيروت، على الرغم من الهجوم؛ الذي استمر لمدة شهر من قبل قوات الجيش اللبناني الموالية للعماد ميشال عون والذي تسبب في أضرار جسيمة والعديد من الضحايا.

## التاريخ الديموغرافي
في بداية الحكم العثماني، كانت منطقة كسروان قليلة السكان. انتقل الموارنة من الشمال بشكل متزايد إلى المنطقة خلال القرن السادس عشر، بحيث كاد عددهم يساوي عدد الشيعة الإثني عشرية هناك حسب تعداد عام 1569. والذي أظهر أن المسلمين، يُفترض أنهم من الشيعة الاثني عشرية، والمسيحيين، يُفترض أنهم من الموارنة، يشكلون 43% و38% من أسر كسروان البالغ عددها 892 أسرة. بحلول منتصف القرن السابع عشر تقريبًا، وتحت رعاية زعماء الخازن، جعلت الهجرة المارونية من الطائفة مجموعة الأغلبية في كسروان. من المحتمل أنه خلال القرن الثامن عشر، تحولت نسبة من الشيعة الاثني عشر المتبقين هناك إلى المسيحية المارونية. على عكس أجزاء جبل لبنان جنوب كسروان حيث كان ملاك الأراضي الدروز يسيطرون، وكان العديد من الفلاحين الموارنة في كسروان يمتلكون ممتلكاتهم الزراعية. قدر الرحالة الغربيون عدد السكان الموارنة في كلاً من كسروان وريف شمال جبل لبنان بـ 50,000 في عام 1690 و115,000 في عام 1783.
1. ↑  Winter 2010، صفحة 60.
2. 1 2  Salibi 2005، صفحة 139.
3. ↑  Fawaz 1994، صفحة 43.